# Con Air
Con Air ist ein US-amerikanischer Action-Thriller von Simon West aus dem Jahr 1997 mit Nicolas Cage in der Hauptrolle.

## Handlung
Cameron Poe, ein hochdekorierter Army Ranger, tötet während eines Streites in Notwehr einen Mann, um seine schwangere Frau Tricia zu beschützen. Er kann die Notwehr jedoch nicht beweisen und bekennt sich, in der Hoffnung auf eine geringe Strafe, schuldig. Er wird daraufhin wegen Totschlags zu einer Freiheitsstrafe von sieben bis zehn Jahren verurteilt. Tricia hält zu ihm, doch seine kleine Tochter kennt ihren Vater nur von Briefen und Fotos, da sie ihn nicht bei den finsteren Gestalten im Gefängnis sehen soll.
Acht Jahre später soll Cameron mit einem Gefangenentransportflugzeug nach Louisiana überstellt werden, um von dort aus entlassen zu werden. Die meisten übrigen Passagiere sind jedoch auf dem Weg in ein neues Hochsicherheitsgefängnis, so dass sich ein sehr elitärer Club berühmter Gewaltverbrecher, darunter der Serienmörder Garland Greene, an Bord befindet. Einige von ihnen, allen voran der hochintelligente Cyrus „der Virus“ Grissom, wollen das Flugzeug entführen und zur Landung auf einem einsamen Flugplatz in der Wüste zwingen. Ein südamerikanischer Drogenbaron, dessen Sohn dabei ebenfalls befreit werden soll, hat den Sträflingen die Weiterreise ins sichere Ausland und viel Geld versprochen. Die gewaltsame Übernahme des Flugzeugs gelingt, doch ein als Gefangener getarnter Drogenfahnder hat entgegen allen Anweisungen seine eigene Waffe an Bord geschmuggelt. Er will eingreifen, wird aber von Cyrus Grissom erschossen.
Als die brisante Lage am Boden bekannt wird, bereitet Duncan Malloy, der rachsüchtige Vorgesetzte des Undercover-Agenten, den Abschuss des Flugzeugs durch eine Hubschrauberstaffel der Armee vor. US-Marshal Vince Larkin, der eigentlich Zuständige für die Sicherheitsüberwachung dieses Fluges, will sich das Heft aber nicht aus der Hand nehmen lassen. Er sucht nach einer Lösung, bei der die Unschuldigen gerettet werden können – als er Camerons Akte durchblättert, glaubt er mit Recht, einen Verbündeten an Bord gefunden zu haben.
Larkin schafft es, zusammen mit einem Einsatzkommando der Polizei rechtzeitig auf dem einsamen Flugplatz einzutreffen. Doch eine Festnahme der Verbrecher scheitert ebenso spektakulär wie deren Treffen mit den Südamerikanern. Der Flug geht weiter. Cameron gelingt es, die Herrschaft über das Cockpit zu erobern, und Larkin verhindert in letzter Sekunde den Abschuss des Flugzeugs. Bis zum nächsten Flugplatz reicht aber der Treibstoff nicht mehr, und es kommt zur Bruchlandung – mitten auf dem berühmten Las Vegas Strip. Dort liefern sich Cameron Poe und Vince Larkin eine letzte waghalsige Verfolgungsjagd mit Cyrus und seinen Kumpanen.
Zum Schluss haben (bis auf eine Ausnahme) alle Bösewichte ihr Ende gefunden, und Cameron trifft endlich seine Familie. Allerdings macht er nun doch keinen guten ersten Eindruck auf seine Tochter: Verdreckt, zerzaust und abgerissen sieht er schlimmer aus als alles, was sie bei einem Besuch im Gefängnis je zu sehen bekommen hätte. In der letzten Szene des Films sieht man in einem Kasino Garland Greene als vermeintlichen letzten Überlebenden der Schwerstverbrecher.

## Unrated Extended Edition
Für das R-Rating musste Con Air um rund sechs Minuten geschnitten werden. Es wurden extreme Gewaltszenen und „schmutzige“ Wörter aus dem Film entfernt. Diese geschnittene Fassung wurde auch in Deutschland auf DVD veröffentlicht und bekam von der FSK eine Freigabe ab 18 Jahren. Später wurde auf DVD neben dieser Fassung auch die sogenannte Unrated Extended Edition veröffentlicht, die alle für das R-Rating geschnittene Szenen wieder enthielt. Die FSK prüfte den Film daraufhin neu und gab der Unrated Extended Edition nun eine Freigabe ab 16 Jahren.

## Synchronisation
Die deutsche Synchronisation entstand nach einem Dialogbuch und unter der Dialogregie von Thomas Danneberg im Auftrag der Berliner Synchron GmbH Wenzel Lüdecke. Die Synchronisation der zusätzlichen Szenen aus der Unrated Extended Edition entstand nach dem Buch und unter der Regie von Joachim Kunzendorf im Auftrag der Berliner FFS Film- & Fernseh-Synchron GmbH.
| Darsteller          | Sprecher               | Rolle                                     |
| ------------------- | ---------------------- | ----------------------------------------- |
| Nicolas Cage        | Martin Keßler          | Cameron Poe                               |
| John Malkovich      | Joachim Tennstedt      | Cyrus 'Der Virus' Grissom                 |
| John Cusack         | Andreas Fröhlich       | U.S. Marshal Vince Larkin                 |
| Monica Potter       | Maud Ackermann         | Tricia Poe                                |
| Colm Meaney         | Roland Hemmo           | DEA Agent Duncan Malloy                   |
| Steve Buscemi       | Santiago Ziesmer       | Garland 'Der Marietta Fleischwolf' Greene |
| Ving Rhames         | Tilo Schmitz           | Nathan 'Diamond Dog' Jones                |
| Mykelti Williamson  | Thomas Petruo          | Mike 'Baby-O' O'Dell                      |
| Danny Trejo         | Christian Rode         | Johnny 23                                 |
| Nick Chinlund       | Oliver Stritzel        | William 'Billy Bedlam' Bedford            |
| Rachel Ticotin      | Martina Treger         | Wärterin Sally Bishop                     |
| Steve Eastin        | Hans Teuscher          | Wärter Falzon                             |
| M.C. Gainey         | Bernd Schramm          | Swamp Thing                               |
| M.C. Gainey         | Peter Reinhardt        | Swamp Thing (neue Szenen)                 |
| Dave Chappelle      | Peter Flechtner        | Joe 'Pinball' Parker                      |
| Kevin Gage          | Jörg Hengstler         | Billy Joe                                 |
| Scott Ditty         | Elmar Gutmann          | Busbegleiter                              |
| Dennis Burkley      | Karl Schulz            | Dale, Barkeeper                           |
| José Zúñiga         | Florian Krüger-Shantin | DEA Agent Willie Sims                     |
| Jesse Borrego       | Uwe Büschken           | Francisco Cindino                         |
| Barbara Sharma      | Marianne Lutz          | Frau im Auto                              |
| Pete Antico         | Axel Lutter            | Gefängniswärter Garner                    |
| Gérard L'Heureux    | Gerald Paradies        | Gefängniswärter Renfro                    |
| Dawn Bluford        | Petra Barthel          | Gepäckabfertigerin                        |
| Angela Featherstone | Heike Schroetter       | Ginny                                     |
| Chris Ellis         | Andreas Müller         | Grant, US Marshals Service                |
| Ned Bellamy         | Andreas Conrad         | Hubschrauberpilot                         |
| Scott Burkholder    | Klaus-Peter Hoppe      | Luftverkehrsüberwacher                    |
| Martin McSorley     | Andreas Conrad         | Mack                                      |
| Don S. Davis        | Hans Nitschke          | Mann im Auto                              |
| Dabbs Greer         | Gerhard Paul           | Mann unter Truck                          |
| Jeff Olson          | Frank Ciazynski        | Onkel Bob                                 |
| Fredric Lehne       | Bernd Vollbrecht       | Pilot                                     |
| John Diehl          | Eberhard Prüter        | Poes Strafverteidiger                     |
| Kevin Cooney        | Ernst Meincke          | Richter                                   |
| Renoly Santiago     | Sven Hasper            | Sally                                     |
| Tommy Bush          | Frank Hildebrandt      | Sheriff Ted Grasso                        |
| John Roselius       | Reinhard Kuhnert       | Skip Devers                               |
| Bob Stephenson      | Torsten Michaelis      | Ted, Pilot                                |
| Dylan Haggerty      | Andreas Conrad         | US Marshal Starkey                        |
| Brian Hayes Currie  | Andreas Müller         | Vegas-Polizist                            |
| Conrad Goode        | Uwe Jellinek           | Wikinger                                  |

## Sonstiges
- Das englische Wort con (dt. „Betrug“) ist auch die umgangssprachliche Bezeichnung für convict (dt. „Sträfling“).
- „Con Air“ ist umgangssprachlich (US) die Bezeichnung von Gefangenentransporten per Flugzeug.
- Der Gefangenentransport per Flugzeug basiert auf der Organisation Justice Prisoner and Alien Transportation System des United States Marshals Service.
- Die Szenen auf dem Flugplatz in der Wüste wurden auf dem ehemaligen Militärgelände in Wendover (Utah) gedreht.[5]
- Das im Film gezeigte Flugzeug ist eine Fairchild C-123. Am 1. August 2010 wurde die Maschine mit dem Kennzeichen N709RR[6] bei einer Kollision mit dem Mount Healy in Alaska vollständig zerstört.[7]

## Kritiken
Der Film erhielt gemischte Kritiken und erreichte bei Rotten Tomatoes einen Anteil positiver Bewertungen von 55 %, basierend auf 65 Kritiken, mit einer Gesamtwertung von 5,6. Bei Metacritic konnte ein Metascore von 52, basierend auf 23 Kritiken, erzielt werden.

„Jerry Bruckheimer und Regisseur Simon West haben Con Air nach dem Erfolgsrezept gekocht, das auch The Rock beim Publikum zum Hit gemacht hat: modernes, schnell und wirkungsvoll inszeniertes Krawall-Kino, das durch exzellente Darsteller veredelt wird. […] Mit technischer Raffinesse und rhythmischer Eleganz bastelte [Simon West] einen spektakulären Action-Knaller zusammen, in dem die rasante Geschwindigkeit für feuchte Handflächen und eine Prise Humor für das nötige Luftholen zwischendurch sorgen. Zwar verweisen Produzent und Autor mit Stolz darauf, daß die Entwicklung der Charaktere dem Kinobesucher den Atem raubt, aber eigentlich ist Con Air aus einem geradezu entgegengesetzten Grund so faszinierend: Er bietet die brillante, aber ungewöhnliche Kombination, daß eine Handvoll hochkarätiger Schauspieler sich mit bewundernswürdiger Bescheidenheit zu Zahnrädchen einer perfekt inszenierten Action-Maschinerie machen läßt.“

„Ein atemloser Action-Reißer mit Blockbuster-Qualität, der sich als wilde Orgie aus brutalen Effekten, Tönen und Explosionen darstellt und lediglich auf Überwältigung zielt. Dabei mag er sich noch so frei von inhaltlichen Ansprüchen gebärden: seine zynische Grundhaltung macht ihn ebenso unsympathisch wie fragwürdig.“

„Eine Jerry Bruckheimer-Produktion (The Rock), die alle Publikumsansprüche an den modernen Action-Film perfekt erfüllt: pausenlos Kämpfe von Mann zu Mann, ein brachialer Soundtrack, spektakuläre Stunt-Einlagen und wuchtige Explosionen. Darüber hinaus hat das Regiedebüt des Ex-Werbefilmers Simon West noch einige der zugkräftigsten männlichen Hollywood-Stars zu bieten: Neben Action-Ikone Nicolas Cage (Im Körper des Feindes) agieren vor allem John Malkovich (Gefährliche Liebschaften), Ving Rhames (Pulp Fiction) und John Cusack (High Fidelity).“

„Das Ensemble der Hauptdarsteller ist zum großen Teil im Independentfilm beheimatet und wäre jederzeit in der Lage, Stoff mit dem Prädikat ‚besonders wertvoll‘ abzuliefern. Doch dafür gibt es noch genug andere Gelegenheiten; in diesem fulminanten Blockbuster haben die Jungs einfach nur Spaß. Und dem Zuschauer bleibt keine Zeit, den Mangel an Tiefsinn und Substanz zu betrauern, wenn er zusieht, wie ein Flugzeug mitten ins Herz von Las Vegas kracht.“

## Auszeichnungen
- 1998 wurde der Film in den Kategorien Bester Filmsong („How Do I Live“ von Diane Warren) und Bester Ton für einen Oscar nominiert, ging aber leer aus.
- Der Film gewann 1998 den Negativpreis Goldene Himbeere in einer Sonderkategorie, für die bisher nur ein einziges Mal überhaupt Kandidaten vorgeschlagen wurden: Rücksichtsloseste Missachtung von Menschenleben und öffentlichem Eigentum. Der Film erhielt ihn für die Bruchlandungsszene mitten in Las Vegas.